# Blues rock

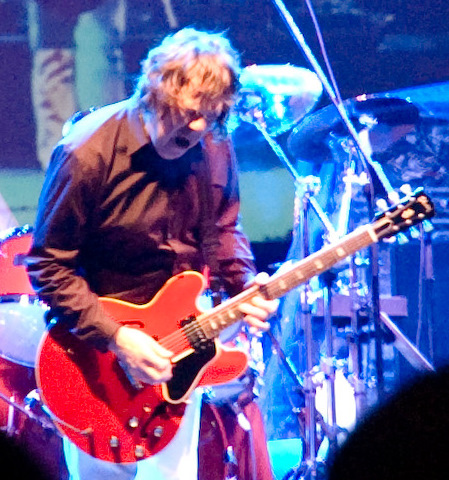
Músic de blues rock.

El blues rock és un gènere musical híbrid que combina elements del blues i del rock and roll, emfatitzant en la utilització de la guitarra elèctrica. Aquest gènere es va desenvolupar a Anglaterra i als Estats Units a mitjan dècada de 1960 per grups musicals com els Bluesbreakers i els The Jimi Hendrix Experience, els quals van experimentar i innovar a partir de la música d'intèrprets de blues com Elmore James, Howlin 'Wolf i Muddy Waters.

## Blues rock musician
A continuació s'ofereix una llista dels grups més representatius d'aquest gènere: 
- Johnny Winter
- Richie Sambora
- Eric Clapton
- Mike Oldfield
- Paul Butterfield
- John Mayall
- Gary Moore
- Fleetwood Mac
- Chicken Shuck
- Savoy Brown
- Jimi Hendrix
- Stevie Ray Vaughan
- Jimmy Vaughan

Grups
- Dżem